# Yumeta Company
Yumeta Company, Ltd. (яп. ゆめ太カンパニー), відома як  TYO Animations Inc. (яп. 株式会社TYOアニメーションズ, Kabushiki gaisha Chīwaiō Animēshonzu) з 2009 до 2017 року, — японська анімаційна студія, заснована у 1990 році.

## Історія
Yumeta Company поглинула Hal Film Maker і змінила назву на TYO Animations 1 липня 2009 року.
1 грудня 2017 року Memory Tech Holdings оголосила, що придбала TYO Animations і зробила її дочірньою компанією Graphinica. Водночас було оголошено, що студія поверне свою назву Yumeta Company.

## Праці

### Телесеріали
| Рік  | Назва                                                                                       | Режисер(и)                  | Еп | Нотатки                                                                                                | Прм.   |
| ---- | ------------------------------------------------------------------------------------------- | --------------------------- | -- | --- | ------ |
| 2004 | Haruka: Beyond the Stream of Time: A Tale of the Eight Guardians                            | Акі Цунакі                  | 26 | Екранізація серії сьодзьо-манґи від Токо Мізуно.                                                       |        |
| 2006 | La Corda d'Oro: Primo Passo                                                                 | Коджін Очі                  | 26 | Адаптація манґи від Юкі Куре.                                                                          |        |
| 2008 | Neo Angelique Abyss                                                                         | Шін Катагаї                 | 13 | За мотивами гри Neo Angelique. Спін-офф серії «Angelique»                                              |        |
| 2008 | Neo Angelique Abyss -Second Age-                                                            | Шін Катагаї                 | 13 | Продовження Neo Angelique Abyss.                                                                       |        |
| 2009 | Miracle Train: Ōedo-sen e Yōkoso                                                            | Кенічі Касаї                | 13 | Оригінальна робота.                                                                                    |        |
| 2011 | Mainichi Kaasan                                                                             | Міцуру Хонго                | 46 | Адаптація манґи від Рієко Сайбара. Спільна анімація з Dong Woo Animation.                              | [ 3 ]  |
| 2011 | Tamayura: Hitotose                                                                          | Дзюнічі Сато                | 12 | Продовження Tamayura.                                                                                  |        |
| 2012 | Ginga e Kickoff!!                                                                           | Коносуке Уда                | 39 | Екранізація роману Хірото Кавабата «Ginga no World Cup».(2012–13)                                      | [ 4 ]  |
| 2012 | Chōyaku Hyakunin isshu: Uta Koi                                                             | Кенічі Касаї                | 13 | Адаптація джьосей-манґи від Kei Sugita.                                                                | [ 5 ]  |
| 2013 | Odoriko Clinoppe                                                                            | Шін Катагаї                 | 26 | За мотивами мобільної відеогри від GREE.                                                               | [ 6 ]  |
| 2013 | Tamayura: More Aggressive                                                                   | Дзюнічі Сато                | 12 | Продовження Tamayura: Hitotose.                                                                        |        |
| 2014 | La Corda d'Oro Blue Sky                                                                     | Коджін Очі                  | 12 | За мотивами серії відеоігор від Koei.                                                                  | [ 7 ]  |
| 2014 | Wolf Girl and Black Prince                                                                  | Кенічі Касаї                | 12 | Екранізація серії сьодзьо-манґи від Ayuko Hatta.                                                       | [ 8 ]  |
| 2015 | Sengoku Musou                                                                               | Коджін Очі                  | 12 | За мотивами франшизи відеоігор Samurai Warriors від Koei Tecmo. Спільна анімація з Tezuka Productions. | [ 9 ]  |
| 2015 | YuruYuri San Hai!                                                                           | Хата Хіроюкі                | 12 | Третій сезон YuruYuri.                                                                                 | [ 10 ] |
| 2016 | Terra Formars: Revenge                                                                      | Мічіо Фукуда                | 13 | Продовження Terra Formars. Спільна анімація з Liden Films.                                             | [ 11 ] |
| 2018 | My Sweet Tyrant                                                                             | Шін Катагаї                 | 25 | Екранізація романтичної комедійної манґи Ваки Какіцубати.                                              | [ 12 ] |
| 2018 | Voice of Fox                                                                                | Коджін Очі                  | 12 | Адаптація маньхуа від Гуан Сянь Цзюня                                                                  | [ 13 ] |
| 2019 | Re:Stage! Dream Days♪                                                                       | Шін Катагаї                 | 12 | Заснована на мультимедійній франшизі від Pony Canyon та Comptiq. Спільна анімація з Graphinica.        | [ 14 ] |
| 2021 | Muv-Luv Alternative                                                                         | Юкіо Нісімото Хіроюкі Тайга | 12 | За мотивами візуального роману Ейдж. Спільна анімація з Graphinica.                                    | [ 15 ] |
| 2022 | Cue!                                                                                        | Шін Катагаї                 | 24 | За мотивами гри для смартфонів від Liber Entertainment. Спільна анімація з Graphinica.                 | [ 16 ] |
| 2022 | Tokyo Mew Mew New                                                                           | Такахіро Наторі             | 12 | Екранізація серії сьодзьо-манґи від Рейко Йошида та Міа Ікумі. Спільна анімація з Graphinica.          | [ 17 ] |
| 2022 | Muv-Luv Alternative 2nd Season                                                              | Юкіо Нісімото Хіроюкі Тайга | 12 | Продовження Muv-Luv Alternative. Спільна анімація з Graphinica.                                        | [ 18 ] |
| 2023 | Tokyo Mew Mew New 2nd Season                                                                | Такахіро Наторі             | 12 | Продовження Tokyo Mew Mew New. Спільна анімація з Graphinica.                                          | [ 19 ] |
| 2024 | The Ossan Newbie Adventurer, Trained to Death by the Most Powerful Party, Became Invincible | Шін Катагаї                 | 12 | Адаптація серії ранобе Кіраку Кісіми.                                                                  | [ 20 ] |

### OVA/ONA
| Рік  | Назва                                  | Режисер(и)                  | Еп  | Нотатки                                                                                         | Прм.   |
| ---- | -------------------------------------- | --------------------------- | --- | ----------------------------------------------------------------------------------------------- | ------ |
| 2001 | Animation Runner Kuromi                | Акітаро Дайчі               | 2   |                                                                                                 |        |
| 2009 | La Corda d'Oro: Secondo Passo          | Коджін Очі                  | 2   | Продовження La Corda d'Oro.                                                                     |        |
| 2010 | Mudazumo Naki Kaikaku                  | Цутому Мізусіма             | 3   | Адаптація манґи від Хідекі Охвада.                                                              |        |
| 2011 | +Tic Elder Sister                      | Цутому Мізусіма             | 12  | Адаптація манґи від Ча Куріі. (2011–12)                                                         | [ 21 ] |
| 2012 | One Off                                | Дзюнічі Сато                | 4   | Оригінальна робота.                                                                             | [ 22 ] |
| 2014 | Samurai Warriors: Legend of the Sanada | Коджін Очі                  | 1   | За мотивами франшизи відеоігор Samurai Warriors від Koei Tecmo.                                 | [ 23 ] |
| 2015 | YuruYuri Nachuyachumi!                 | Хата Хіроюкі                | 1   |                                                                                                 | [ 24 ] |
| 2015 | YuruYuri Nachuyachumi! +               | Хата Хіроюкі                | 2   | Продовження YuruYuri Nachuyachumi!.                                                             | [ 25 ] |
| 2015 | Aria the Avvenire                      | Дзюнічі Сато                | 3   | Створено на честь 10-ї річниці аніме «Aria».                                                    | [ 26 ] |
| 2019 | Cannon Busters                         | ЛеШон Томас Такахіро Наторі | 12  | Спільна анімація з Satelight.                                                                   |        |
| 2023 | Record of Ragnarok II                  | Масао Окубо                 | 15  | Продовження Record of Ragnarok. Спільна анімація з Graphinica.                                  | [ 27 ] |
| 2025 | Disney: Twisted-Wonderland             | Такахіро Наторі Шін Катагаї | TBA | За мотивами гри для смартфонів від Aniplex та Walt Disney Japan. Спільна анімація з Graphinica. | [ 28 ] |
| TBA  | Record of Ragnarok III                 | Коїчі Хацумі                | TBA | Продовження Record of Ragnarok II. Спільна анімація з Maru Animation.                           | [ 29 ] |

### Фільми
| Рік  | Назва                                    | Режисер(и)      | Нотатки                                                                           | Прм.   |
| ---- | ---------------------------------------- | --------------- | --------------------------------------------------------------------------------- | ------ |
| 2006 | Harukanaru Toki no Naka de: Maihitoyo    | Тошія Сінохара  | Продовження Harukanaru Toki no Naka de Hachiyō Shō.                               |        |
| 2015 | Tamayura ~Sotsugyō Shashin~              | Дзюнічі Сато    | Продовження Tamayura: More Aggressive 4-серійний фільм                            | [ 30 ] |
| 2019 | Kaijuu Girls (Black)                     | Ясутака Ямамото |                                                                                   | [ 31 ] |
| 2020 | Digimon Adventure: Last Evolution Kizuna | Томохіса Тагучі | Продовження Digimon Adventure Tri. Виробництво Toei Animation.                    | [ 32 ] |
| 2023 | Digimon Adventure 02: The Beginning      | Томохіса Тагучі | Продовження Digimon Adventure: Last Evolution Kizuna. Виробництво Toei Animation. | [ 33 ] |